# زنبورهای برگ‌خوار
زنبورهای برگ‌خوار (نام علمی: Tenthredinidae) نام یک تیره از زیرراسته اره‌مگس است.